# Edoardo Vitale
Edoardo Vitale (Nápoles, 29 de noviembre de 1872 – Roma, 12 de diciembre de 1937) fue un director de orquesta italiano. Originario de Nápoles, durante la mayor parte de su carrera dirigió en el Teatro de la Ópera de Roma, pero también lo hizo en teatros extranjeros. Durante un breve periodo de tiempo, de 1908 a 1910, fue director de La Scala en sustitución del maestro Arturo Toscanini.

## Trayectoria
Nació en Nápoles, en 1872. Cuando era niño, se mudó a Roma. A los 14 años ya dirigía operetas en el Teatro Metastasio, siendo aclamado para su trabajo. Estudió en el Conservatorio Santa Cecilia de Roma. A partir de 1893 fue profesor en la Santa Cecilia. De 1908 a 1910 fue suplente de Toscanini en La Scala. En 1909 fue el primer italiano en dirigir Electra. El mismo año dirigió Medea, ambas a la Scala.
Dirigió principalmente en el Teatro Costanzi, pero también lo hizo en países extranjeros.